# Ibn Zaydun
Aḥmad ibn ˁAbd Allāh ibn Aḥmad ibn Gālib ibn Zaydūn (en árabe, أحمد بن عبد الله بن زيدون), más conocido simplemente como Ibn Zaydún o por Abenzaidún según las fuentes cristianas (Córdoba, 1003 – Sevilla, 1071), fue un poeta árabe andalusí considerado como el mayor poeta neoclásico de al-Ándalus.
Renovó la lírica amorosa en árabe al infundirle un tono de experiencia más propio y sensual. Este hecho le supuso ser considerado el mejor de los poetas amorosos de la Hispania musulmana y modelo para toda la poesía árabe occidental posterior. Se le ha llegado a llamar "el mejor poeta neoclásico de al-Ándalus" y el "Tibulo árabe". Sus intensos amores con la princesa poeta Wallada inspiraron a numerosos escritores y dramaturgos del mundo musulmán.

## Vida y obra
Durante mucho tiempo fue favorito del emir de Córdoba Abulhazam ben Chauar. Sostuvo apasionados y tormentosos amores con la atractiva princesa Wallada. Acusado de un delito común, fue encarcelado, pero logró evadirse de la prisión y desde el destierro quiso hacerse perdonar de Chauar y de Wallada por medio de encantadoras epístolas y poemas, lo que logró. Tras obtener el perdón, vivió en varias ciudades de al-Ándalus, principalmente en Sevilla, donde fue ministro de al-Mutádid y al-Mutámid, monarcas cultos y a su vez excelentes poetas.
Apenas se conocen datos sobre su vida hasta que conoció a la atractiva princesa y poetisa Wallada, encuentro trascendental, pues de él arranca la revitalización de la poesía amorosa árabe, que adquiere un tono personal inusitado hasta su obra. Hasta entonces el tratamiento del amor en la poesía árabe estaba determinado por la reelaboración de tópicos basados en una reflexión sobre el aspecto espiritual de la relación amorosa que evitaba tratar el amor carnal, y que es conocido como "amor udrí". Tras su obra, se reúnen los conceptos del amor neoplatónico con la descripción de experiencias físicas de un modo natural.
Otra de sus innovaciones es la del amor concebido como religión. Se trata de una nueva profesión de fe que presenta rasgos de lo que conocemos como amor cortés: sumisión del amante a la voluntad de la amada, perenne fidelidad y constancia, paciencia para esperar la consumación de los amores, concepto de amor como prisión, mantenimiento del secreto de la identidad de esta e idealización de la persona amada, junto con otros rasgos que no distan demasiado de la poesía que en esta misma época se está gestando en Occitania. Estos rasgos los podemos observar en los versos siguientes:
Podría haber entre nosotros, si quisieras, algo que no se pierde, 
un secreto jamás publicado, aunque otros se divulguen. (...)
Te bastará saber que si cargaste mi corazón
con lo que ningún otro puede soportar, yo puedo.
Sé altanera, yo aguanto;
remisa, soy paciente;
orgullosa, yo humilde.
Retírate, te sigo;
habla, que yo te escucho;
manda, que yo obedezco.

Otra novedad en el tratamiento poético del amor es el nuevo papel que desempeña la naturaleza, que se compara con las emociones del poeta, lo que le confiere una sensibilidad que hoy llamaríamos romántica. Véase en estos versos:
Hoy, triste, me distraigo con las flores,
de los ojos imán, donde la escarcha
juega vivaz hasta inclinar su cuello.
Pupilas son, que, al contemplar mi insomnio
sollozaron por mí; por eso el llanto
irisado resbala por su cáliz.

Estos amores tuvieron un final tempestuoso, después de que Abulhazam ben Chauar se hiciera con el poder en Córdoba. Tras la ruptura la correspondencia mantenida entre los amantes se convierte en una sucesión de sátiras feroces, donde aparece el nuevo rival que ha obtenido los favores de Wallada, Abu Amir ibn Abdus, que también se convierte en destinatario de las duras imprecaciones de Ibn Zaydún. La nueva actitud se muestra en estos versos:
Me censuráis que él me suceda
en los afectos de aquella a la que amo;
mas no hay en eso infamia:
era un manjar apetitoso
y la mejor parte me tocó a mí,
el resto se lo dejé a esa rata.
Las consecuencias de las duras palabras dirigidas al nuevo amante, puestas en boca de la princesa para hacer más efectiva la ridiculización de éste, en la más conocida de estas sátiras, «la Risāla hazliyya», le llevaron a la cárcel, desde donde escribió bellas epístolas a sus amigos para que intercedieran por él ante Ben Chauar. Al fin, sus súplicas tuvieron efecto, y fue libertado aunque alejado de la corte con misiones de embajador ante otros reyes de taifas.
Recorrió distintas cortes (Sevilla, Badajoz, Valencia), para instalarse por último en 1049 en la corte de al-Mutádid como secretario, cargo que desempeñará hasta su muerte en 1070 o 1071, ya con al-Mu'támid como rey. En este periodo escribirá poesía áulica al servicio de sus nuevos protectores, los abadíes sevillanos, renovando el panegírico, sobre todo en los destinados al joven príncipe y poeta, al-Mu'támid, por quien sentía un cariñoso afecto y respeto a su calidad como lírico.

## Ediciones
- Mahmud Sobh (ed. bilingüe, traducción y estudio), Ibn Zaydūn, Casidas selectas, Madrid, Cátedra (Letras Universales, 377), 2005. ISBN 84-376-2237-9.
- El Zoco sin compradores. Poesía de al-Andalus S. XI-XIII Modest Solans, Granada.  Edición bilingüe, Muret 2018. ISBN 978-84-09-00204-7